# Acomys
Az Acomys az emlősök (Mammalia) osztályának a rágcsálók (Rodentia) rendjébe, ezen belül az egérfélék (Muridae) családjába tartozó nem.

## Rendszerezés
A nembe az alábbi 3 alnem és 21 faj tartozik:
- Acomys I. Geoffroy, 1838
  - Acomys airensis Thomas & Hinton, 1921
  - egyiptomi tüskésegér (Acomys cahirinus) É. Geoffroy, 1803 - típusfaj
  - Acomys chudeaui Kollman, 1911
  - török tüskésegér (Acomys cilicicus) Spitzenberger, 1978
  - szürke tüskésegér (Acomys cineraseus) Heuglin, 1877
  - Acomys dimidiatus Cretzschmar, 1826
  - vörös tüskésegér (Acomys ignitus) Dollman, 1910
  - Acomys johannis Thomas, 1912
  - Kemp-tüskésegér (Acomys kempi) Dollman, 1911
  - krétai tüskésegér (Acomys minous) Bate, 1906
  - Mullah tüskésegér (Acomys mullah) Thomas, 1904
  - Acomys muzei Verheyen et al. 2011
  - ciprusi tüskésegér (Acomys nesiotes) Bate, 1903
  - Acomys ngurui Verheyen et al. 2011
  - Percival-tüskésegér (Acomys percivali) Dollman, 1911
  - arany tüskésegér (Acomys russatus) Wagner, 1840
  - Acomys seurati Heim de Balsac, 1936
  - törpe tüskésegér (Acomys spinosissimus) Peters, 1852
  - Wilson-tüskésegér (Acomys wilsoni) Thomas, 1892
- Peracomys F. Petter & Roche, 1981
  - Louise-tüskésegér (Acomys louisae) Thomas, 1896
- Subacomys Denys, Gautun, Tranier, & Volobouev, 1994
  - fokföldi tüskésegér (Acomys subspinosus) Waterhouse, 1838